# Benjamin Burnley
Benjamin Jackson Burnley IV (Atlanta, Nova Jersey, 10 de março de 1978) é um músico norte-americano, vocalista e guitarrista da banda Breaking Benjamin.

## Biografia e Início da carreira como músico
Benjamin Burnley Jackson IV nasceu em Atlantic City, Nova Jersey e morou também em Selinsgrove, Pensilvânia. Aos 18 anos, após se formar e deixar a escola mudou-se para Wilkes-Barre, Pensilvânia, onde passou a dividir um quarto com seu companheiro ex-baixista e vocalista auxiliar da banda Breaking Benjamin Jonnathan Price. Ele aprendeu sozinho a tocar guitarra escutando Nirvana (dando ênfase a uma música em especial do Nirvana "Never mind"), ele cita a banda Nirvana como sua maior influência. 

### A origem do nome "Breaking Benjamin"
Antes da Breaking Benjamin ser formada, Burnley ganhou a vida tocando em covers em casas noturnas e bares diferentes como um artista solo. O surgimento do nome da banda pertence a essa época de sua vida, Burnley conta que depois de realizar um cover de Nirvana, derrubou um microfone (imitando as performances de seu ídolo ao longo da vida Kurt Cobain) e quebrou o microfone. O proprietário do microfone entrou no palco e disse: "Eu gostaria de agradecer a Benjamin por quebrar a porr* do meu microfone." A frase dita em inglês é "I'd like to thank Benjamin for breaking my fu*king microphone." dando origem ao nome "Breaking Benjamin".

## O nascimento da Breaking Benjamin
Em 1998, Burnley e o ex-guitarrista Aaron Fink, se reuniram com Nick Hoover e Lightcap Chris e decidiram criar a banda Breaking Benjamin. Algum tempo depois eventualmente Ben decidiu que queria tentar algo diferente, deixou a banda que foi desfeita e partiu para a Califórnia na esperança de conseguir algo novo. Os outros 3 ex membros passaram a formar a banda "Strangers with Candy", eles recrutaram um velho amigo chamado Mark Klepaski baixista para fazer parte da Strangers with Candy, Mark aceitou o convite e logo após o seu ingresso na banda Nick Hoover foi demitido. Em 1999, Benjamin Burnley voltou para a Pensilvânia, e começou uma banda chamada "Plan 9" com o baterista Jeremy Hummel. Originalmente a banda possuía 3 integrantes. A formação era constituída de Benjamin no vocal e guitarra, Jeremy na bateria, e Jason Davoli no baixo. A Plan 9 ocasionalmente abria shows locais para uma outra banda da Pensilvânia, a Lifer. Após realizar um desses shows de abertura, Ben disse: "Obrigado, nós somos a Breaking Benjamin", e assim deu inicio ao resgato do nome original de 1998. Mais tarde, Mark um dos integrantes da Lifer deixou de fazer parte da banda e foi convidado a tocar baixo para a Breaking Benjamin. A Lifer continuou passando problemas e crises, e meses mais tarde, Aaron Fink conversou com Benjamin e tomou a decisão de deixar a Lifer, a partir dessa decisão Ben ofereceu um lugar na Breaking Benjamin e a banda adotou uma nova formação com 4 integrantes.

## Benjamin Burnley e sua vida pessoal

### Seu nome
Benjamin herdou o nome peculiar de seu bisavô que se chamava Sir Benjamin Burnley Jackson.

### Fobias
Burnley sofre de várias fobias, fato que inspirou o título do seu álbum de 2006, Phobia. O álbum Phobia faz referência ao próprio Benjamin e retrata os contos de um homem alado pairando acima do solo, representando Burnley e seu medo de voar, a fobia de voo (Acrofobia) de Burnley foi um grande empecilho para a banda Breaking Benjamin uma vez que a impediu de realizar turnês fora dos Estados Unidos e Canadá. Burnley também é hipocondriaco e sofre de Acluofobia (medo ou horror exagerado à escuridão). Ele diz que não acredita que as pessoas tem um tempo predeterminado para morrer e que quer adiar a morte dele pelo maior tempo que puder e que essa é a razão por não gostar de voar ou mesmo andar em um carro a menos que seja extremamente necessário. Benjamin incorpora as fobias em suas músicas e em diversos álbuns, no álbum "We Are Not Alone" na música "Break My Fall" em que um piloto é ouvido ao fundo da música dizendo: "Mayday, mayday. Solicito permissão de aterrissagem. Eu não posso controlar o avião. Estamos em perigo iminente de queda".

### Videogames
Burnley é um ávido e assumido jogador de vídeo game, e levou a ideia de compor e gravar a música "Blow Me Away" para fazer parte da trilha sonora de Halo 2 à banda Breaking Benjamin. A música "Polyamorous" também é destaque nos jogos Run Like Hell, WWE SmackDown! vs Raw e WWE Day of Reckoning (juntamente com outra música da banda "Firefly"). "The Diary of Jane" ("O Diário de Jane") também faz parte de trilhas sonoras de vários games e aparece até em "NASCAR 2007."

### Alcoolismo
Burnley é um alcoólatra em recuperação, admitiu em uma entrevista ao listenin.org que ele queria "beber até morrer". Hoje diz que lamenta não poder beber sequer uma gota de álcool e ainda assim continuar a sofrer consequências remanescentes do passado de alcoolismo.

## Breaking Benjamin e Burnley atualmente
Atualmente Benjamin é o unico integrante remanescente da banda Breaking Benjamin, depois de um enorme desentendimento com os ex integrantes Aaron Fink e Mark Klepaski por terem gravado sem autorização um remix da música "Blow Me Away" para um álbum que seria a compilação de "The Best of" da Breaking Benjamin. Ben afirma que não tinha conhecimento prévio sobre a decisão dos dois e que eles arrecadaram em torno de 100 mil dólares da gravadora para gravarem a música, depois do incidente que ocorreu em agosto de 2011 ambos foram demitidos por Benjamin da banda restando apenas Ben e o baterista Chad Szeliga, no mesmo dia o advogado de Ben, Brian Caplan se pronunciou dizendo "A relação entre o Sr. Burnley e os dois outros membros da banda acabou”, disse Caplan. “Burnley tem a intenção de avançar com o nome Breaking Benjamin e a banda vai continuar. Ele só não vai continuar na sua formação anterior. Ele não está se aposentando.” e que a causa do longo hiato em que a banda se encontrava eram problemas de saúde de Benjamin. Um mês depois sem nenhum aviso prévio no dia 14 de setembro de 2011 foi anunciado que Chad Szeliga estava deixando a Breaking Benjamin e passaria a ser integrante banda Black Label Society.

### 2015 - Atualmente
Após muitas especulações nos anos que se seguiram depois seu desaparecimento da mídia, Breaking Benjamin retorna com um novo álbum de estúdio intitulado "Dark Before Dawn".

Muito bem recebido pela critica, Benjamin encorpora todo período de sofrimento e dor que passou desde seu afastamento dos palcos até superar-los e continuar a criar musica neste disco. Atualmente (2016) a banda encontra-se em turnê pelo solo norte-americano.